# Макдермотт, Дин
Дин Макдермотт (англ. Dean McDermott; род. 16 ноября 1966, Торонто, Канада) — канадский актёр и телеведущий. Наиболее известен по роли констебля Ренфилда Тёрнбулла в телесериале «Строго на юг» (1995-1999), а также по ролям второго плана в фильмах «Собиратель костей» (1998), «Открытый простор» (2003) и «Экстази» (2011).

## Биография
Дин Макдермотт родился 16 ноября 1966 года в Торонто, в семье Дэвида и Дорин Макдермотт; он был единственным сыном, у пары было также трое дочерей: Дана, Дейл и Дон. Учился в North Albion Collegiate Institute.
В 2003 году снялся в фильме Кевина Костнера «Открытый простор».
В 2016 году Макдермотт получил одну из главных ролей в телесериале ужасов «Слэшер».

## Личная жизнь

### Семья

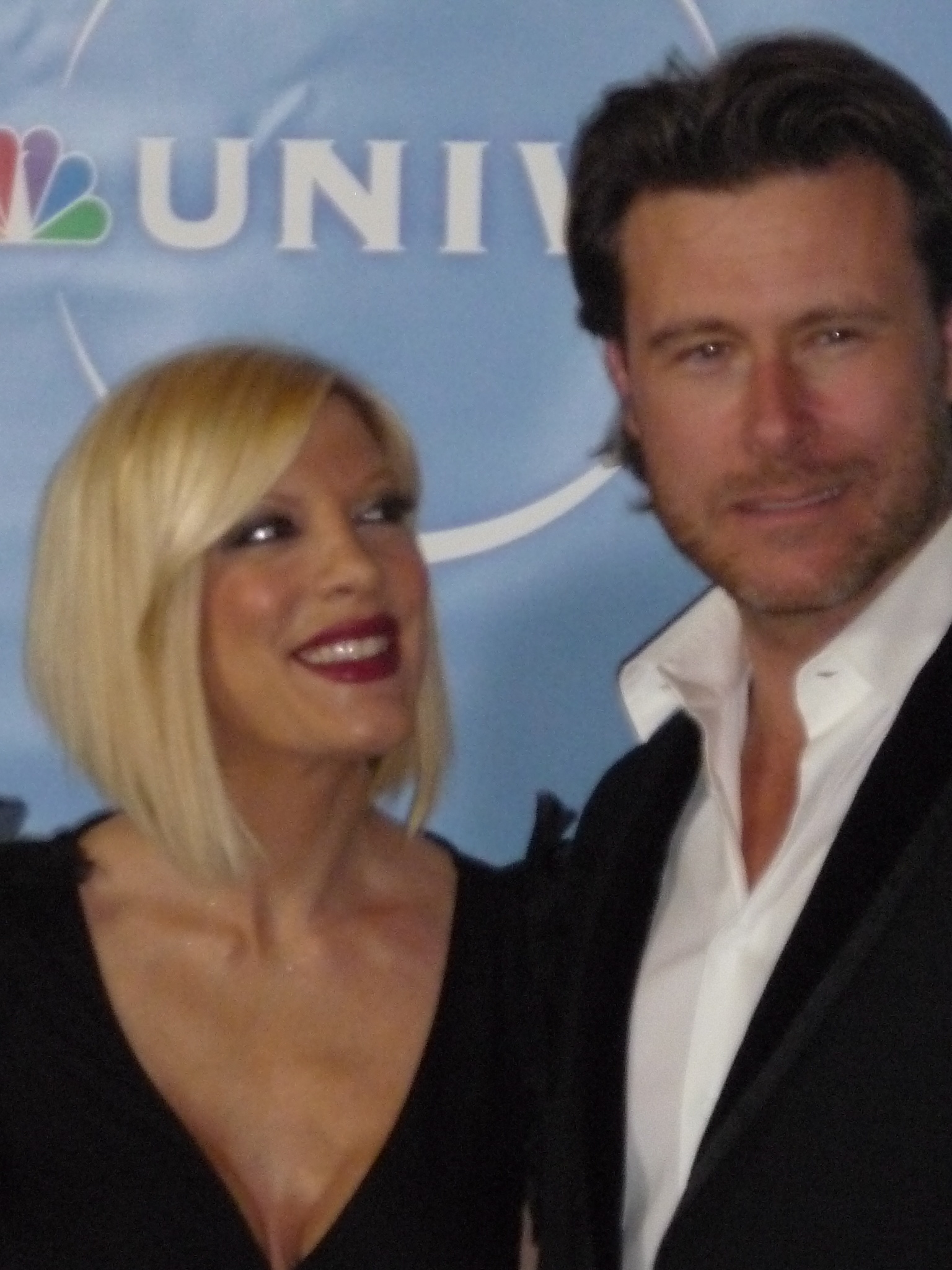
Дин Макдермотт и Тори Спеллинг в 2011 году

Первой женой Макдермотта была актриса Мэри Джо Юстас, в браке с которой у него 10 октября 1998 года родился сын Джек Монтгомери. В июле 2005 у Дина завязался роман с партнёршей по съёмкам в телефильме «Размышление об убийстве» Тори Спеллинг, которая на тот момент была замужем. Вскоре Макдермотт развёлся с женой, получил совместную опеку над их сыном Джеком и решил не продолжать процесс удочерения девочки Лолы Юстас (родившейся 7 июля 2004), который начался до расставания с Мэри Джо Юстас.
7 мая 2006 года Дин Макдермотт женился на Тори Спеллинг, свадьба проходила на Фиджи. У супругов есть пятеро детей: сын Лиам Аарон Макдермотт (род. 13.03.2007), дочери Стелла Дорин Макдермотт (род. 09.06.2008) и Хэтти Маргарет Макдермотт (род. 10.10.2011), и ещё два сына — Финн Дейви Макдермотт (род. 30.08.2012) и Бо Дин Макдермотт (род. 02.03.2017).
В июне 2023 года Дин Макдермотт объявил в посте Instagram (который впоследствии удалил), что он и Спеллинг решили расстаться после 18 лет совместной жизни.
29 марта 2024 года Спеллинг официально подала на развод с Макдермоттом, сославшись на непримиримые разногласия и попросив единоличную физическую и совместную юридическую опеку над их пятью детьми с правом навещать детей для Дина.

### Происшествия
1 июля 2010 года Дин Макдермотт попал в аварию на своём кроссовом мотоцикле и был госпитализирован в Лос-Анджелесе с коллапсом и пробитием лёгкого. Актёра выписали из больницы 6 июля 2010 года.

## Фильмография
| Год       |    | Русское название           | Оригинальное название                      | Роль                                       |
| --------- | -- | -------------------------- | ------------------------------------------ | ------------------------------------------ |
| 1989      | с  | Пятница, 13-е              | Friday the 13th: The Series                | Питер Бёрк                                 |
| 1989      | с  | Моё второе я               | My Secret Identity                         | Роджер                                     |
| 1991      | ф  | Сценический дебют          | Stepping Out                               | молодой парень в баре                      |
| 1993      | с  | Тропическая жара           | Tropical Heat                              | Тони                                       |
| 1995—1999 | с  | Строго на юг               | Due South                                  | констебль Ренфилд Тёрнбулл                 |
| 1996      | с  | За гранью возможного       | The Outer Limits                           | Рэй Картер                                 |
| 1998      | с  | Её звали Никита            | La Femme Nikita                            | Сайкс                                      |
| 1998      | ф  | Собиратель костей          | Bone Daddy                                 | Мортон Франц-младший                       |
| 1999—2002 | с  | Земля: Последний конфликт  | Earth: Final Conflict                      | Лиам Кинкейд / Брентон Майклс              |
| 2001      | тф | Залог семейного счастья    | What Makes a Family                        | О’Брайен                                   |
| 2001      | ф  | Убийство в чужом городе    | Picture Claire                             | работник на заправке                       |
| 2001      | с  | Охотники за древностями    | Relic Hunter                               | Дэш Палмерстон                             |
| 2001      | с  | Зак и секретные материалы  | The Zack Files                             | смотритель парка                           |
| 2002      | с  | Отдел мокрых дел           | Blue Murder                                | сержант Джим Уикс                          |
| 2003      | ф  | Открытый простор           | Open Range                                 | Док Барлоу                                 |
| 2004      | ф  | Черепа 3                   | The Skulls III                             | детектив Стэйнор                           |
| 2004      | ф  | Почти натурал              | Touch of Pink                              | Элисдэйр Кит                               |
| 2005      | с  | Морская полиция: Спецотдел | NCIS: Naval Criminal Investigative Service | лейтенант-коммандер Аллан Уиттен           |
| 2005      | с  | Ищейка                     | The Closer                                 | агент ФБР Стивен Симмс                     |
| 2005      | с  | Без следа                  | Without a Trace                            | Джеймс Костин                              |
| 2007      | ф  | Поцелуй невесту            | Kiss the Bride                             | сантехник (камео)                          |
| 2011      | ф  | Экстази                    | Irvine Welsh's Ecstasy                     | Хью Томпсон                                |
| 2014      | с  | C.S.I.: Место преступления | CSI: Crime Scene Investigation             | Гарт Фогель                                |
| 2016—2019 | с  | Слэшер                     | Slasher                                    | шеф полиции Иэн Вон Алан Хейт Дэн Оленский |
| 2018      | тф | Последний акулий торнадо   | The Last Sharknado: It's About Time        | Джилли                                     |
| 2022      | ф  | Мой вымышленный парень     | My Fake Boyfriend                          | известный кинорежиссёр                     |
| 2023      | с  | Хадсон и Рекс              | Hudson & Rex                               | Тревор Майлз                               |